# 森の中のレストラン
『森の中のレストラン』（もりのなかのレストラン）は、2022年11月19日に公開された日本映画。監督は泉原航一、主演は船ヶ山哲、ヒロイン役に畑芽育。
奥深い森の中にあるレストランを舞台に、癒えない傷を抱えた孤独なシェフと絶望を抱える少女との交流を描く。

## 製作
監督の泉原は「2020年10月、著名人の自殺報道が重なっていた時に、私は「ゲートキーパー」という言葉を知りました。」「今でも多くの方はその言葉を知らないと思います。だからこそ、今回の映画のテーマに選びました。」とコメントしている。
＊「ゲートキーパー」とは、自殺の危険を示すサインに気づき、声をかけ、話を聞いて必要な支援につなげる人のことで、「命の門番」とも言われる。

## キャスト

### 主要人物
瀬田京一
演 - 船ヶ山哲
人里離れた森の奥にあるレストランのシェフ。欣二の所有する店を任される。
三ツ星フレンチの名店で働いていた京一の料理は評判になり、遠方からも客が訪れる。
小島紗耶
演 - 畑芽育
父から虐待され、絶望を抱えて森に足を踏み入れ、恭一のレストランを訪れる少女。
欣二の勧めで京一の店でアルバイトをして暮らすうちに笑顔が少しずつ戻ってくる。
欣二
演 - 小宮孝泰
猟師。京一が森の中で自死を図ろうとして失敗し、倒れていた現場に通りかかる。
京一の店に頻繁に出入りし、紗耶とも家族同然に接するようになっていく。

### 紗耶の家族
小島隆太
演 - 谷田歩
紗耶の父。モンスターのような父親。紗耶を心配して訪れた京一にも暴力をふるっている。
小島幸恵
演 - 佐伯日菜子
紗耶の母。夫・隆太から紗耶とともに些細なことで酷いモラハラやDVを受け続けている。

### 京一の家族
瀬田香織
演 - 奥菜恵
京一の妻。娘・京香の突然の死に京一とともに、やりきれない思いを抱えている。
瀬田京香
演 - 田中乃愛
京一と香織の娘。飛び降り自殺の巻き添えで亡くなってしまう。

### その他
三島達也
演 - 森永悠希
郵便局員。森で自死する。京一のレストランで最後の食事をしている。
海斗
演 - 染谷俊之
地元の青年。京一が自死しようとする人に対し「最後の晩餐」を出して傍観することに対して抗議している。
店でアルバイトする紗耶の家での被虐待に気付いているが、通報したため紗耶は家に連れ戻されている。
セレブマダム
演 - 髙木直子、結城さなえ、八島未来
京一の店の評判を聞き、訪れる女性たち。
自殺した少年の両親
演 - 中村公隆、川島令美
飛び降り自殺をして、京一の娘・京香を巻き添えにしてしまった少年の両親。
その他（役名不詳）
演 - 仁科貴、三溝浩二、武智央

## スタッフ
- 監督 - 泉原航一
- 脚本 - 幸田照吉
- 音楽 - 荒川仁
- プロデューサー - 大谷直哉
- 撮影 - 高橋慶太
- 照明 - 丸山和志
- 録音 - 原川慎平
- 美術 - 橋本蓮
- 装飾 - 小林美智子
- 編集 - 木村悦子
- VFXスーパーバイザー - オダイッセイ
- 音響効果 - 大塚智子
- 助監督 - 金田健
- スタイリスト - 浜辺みさき
- ヘアメイク - 五十嵐良恵
- キャスティング - 飛岡秀行
- フードコーディネート - はらゆうこ
- 制作担当 - 今井暖菜
- 制作プロダクション - ザロック
- 配給 - NeedyGreedy、フルモテルモ
- 製作 - 森の中のレストラン製作委員会